# Джеббари, Жан-Батист
Жан-Бати́ст Джеббари́ (фр. Jean-Baptiste Djebbari; род. 26 февраля 1982) — государственный секретарь (министр-делегат) транспорта при министре комплексных экологических преобразований (2019—2022).

## Биография
Выпускник Национально школы гражданской авиации.
В Национальной ассамблее он является членом Комитета по устойчивому развитию и пространственному планированию, в котором он до 2019 года исполнял обязанности координатора группы LREM.
В 2018 году он является докладчиком по законопроекту о реформе SNCF. В сентябре 2019 года он был назначен государственным секретарем по транспорту.
6 июля 2020 года после отставки премьер-министра Эдуара Филиппа сформировано правительство Кастекса, в котором Джеббари назначен министром-делегатом транспорта при министре комплексных экологических преобразований Барбаре Помпили.
20 мая 2022 года было сформировано правительство Элизабет Борн, в котором Джеббари не получил никакого назначения.